# Rainbow Series
Pour les articles homonymes, voir Rainbow Books.
Les Rainbow Series, ou Rainbow Books (lit. Série ou livres arc-en-ciel), sont une collection de normes et de recommandations concernant la sécurité informatique, publiée par le gouvernement des États-Unis, dans les années 1980 et 1990 (d'abord par le centre de sécurité informatique du département de la Défense, créé en 1981, qui devient le National Computer Security Center, au sein de la NSA, en 1985).
Ils permettent l'évaluation et la validation formelle de la sécurité des systèmes informatiques, processus imposés par certains organismes d'État américains, ainsi que par certaines entreprises.
Beaucoup de ces normes ont influencé ou ont été remplacées par les « critères communs ».